# Friesacher Feld

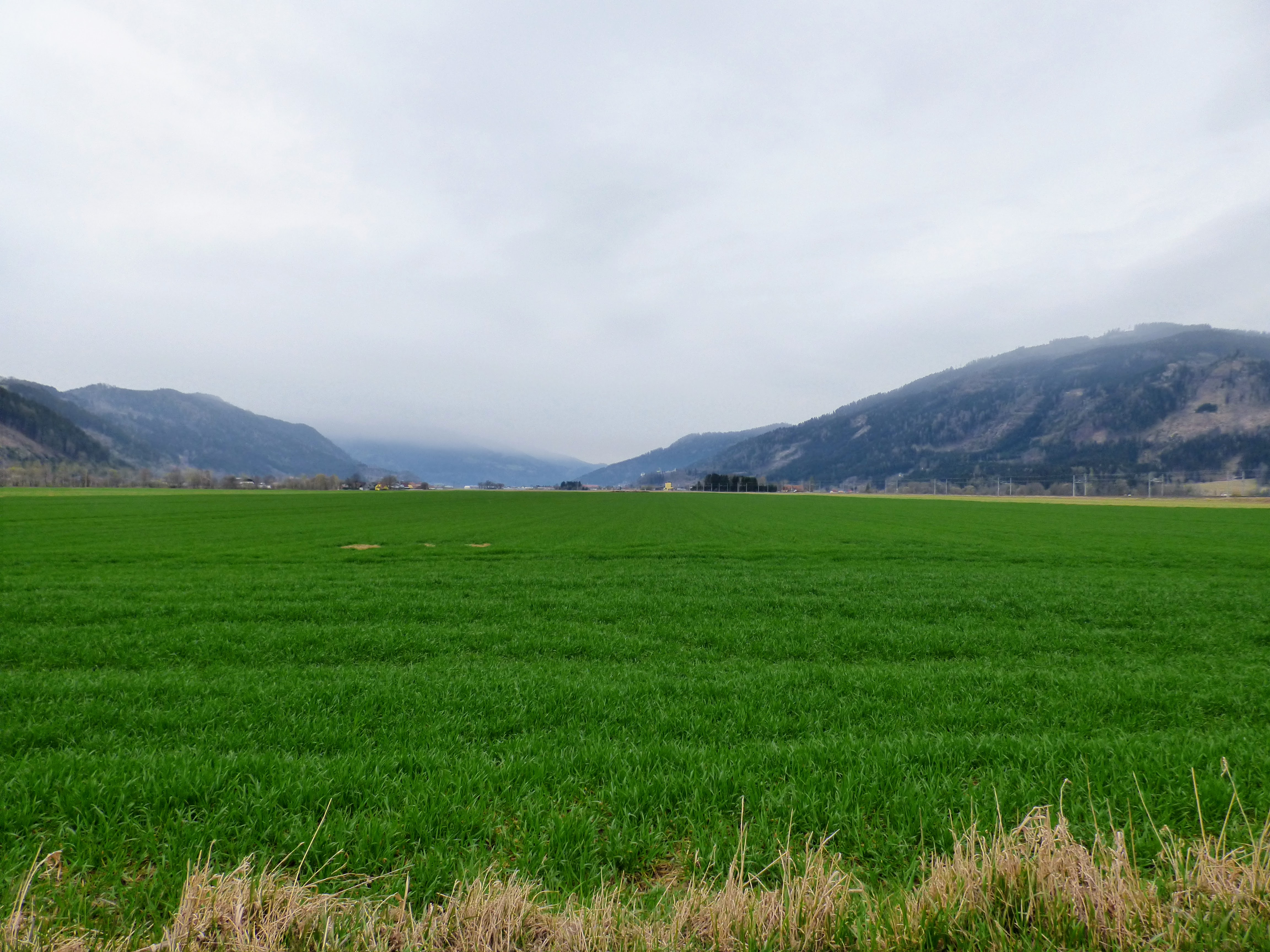
Friesacher Feld, nördlich von Friesach

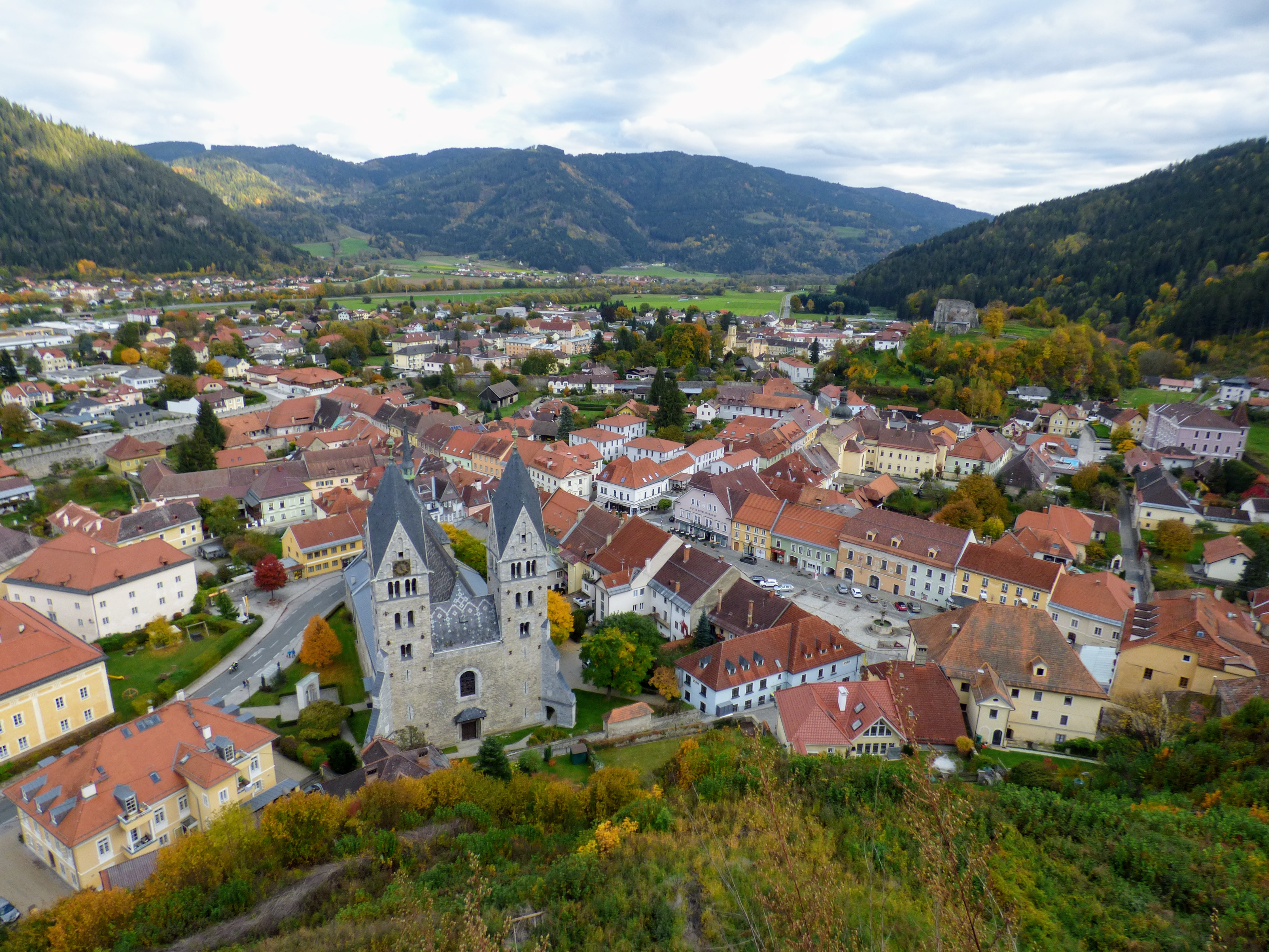
Blick über Friesach aufs zentrale Friesacher Feld

Das Friesacher Feld ist eine Landschaft im Bezirk Sankt Veit an der Glan im österreichischen Bundesland Kärnten.
Die langgezogene, von der Metnitz durchflossene Ebene erstreckt sich über eine Länge von gut 10 km hinweg, vom Ausgang des Oberen Metnitztals nahe St. Salvator im Nordwesten bis zum Mündungsbereich der Metnitz in die Gurk im Südosten.
Von Norden tritt bei der Landesgrenze nahe Dürnstein in der Steiermark die Olsa ins Friesacher Feld ein, fließt im Bereich von Friesach über mehrere Kilometer hinweg nahezu parallel zur Metnitz und mündet südöstlich von Friesach, bei Grafendorf in dieselbe. Am Friesacher Feld liegen die Gemeindehauptorte Friesach und Micheldorf. Metnitz und Olsa treten jeweils auf einer Höhe von etwa 660 m ins Friesacher Feld ein; die Mündung der Metnitz in die Gurk liegt auf etwa 600 m Höhe. Die Hügel- und Bergketten, die das Friesacher Feld umrahmen, sind die Metnitzer Berge im Nordwesten, das Guttaringer Bergland im Nordosten, und der Mödringbergzug im Südwesten.
Über das Friesacher Feld verliefen historisch bedeutende Verkehrswege aus dem Donauraum zur Adria. Heute verlaufen die Friesacher Straße und die Rudolfsbahn durch diese Landschaft, in der auch der Flugplatz Friesach/Hirt liegt.